# Julien Malzieu

a Compétitions nationales et continentales officielles uniquement.

b Matchs officiels uniquement.
Dernière mise à jour le 24 décembre 2017.
Julien Malzieu, né le 4 mai 1983 au Puy-en-Velay, est un joueur international de rugby à XV et à sept français, évoluant au poste d'ailier. Il passe plus de 10 ans au sein de l'ASM Clermont Auvergne, où il est formé puis joue au Montpellier Hérault rugby.
Avec l'ASM Clermont Auvergne, il remporte le Challenge européen en 2007 puis devient champion de France en 2010. Avec le XV de France, il remporte le Tournoi des Six Nations 2010. 
Son frère cadet, Jérémie Malzieu, est également un joueur de rugby à XV.

## Biographie

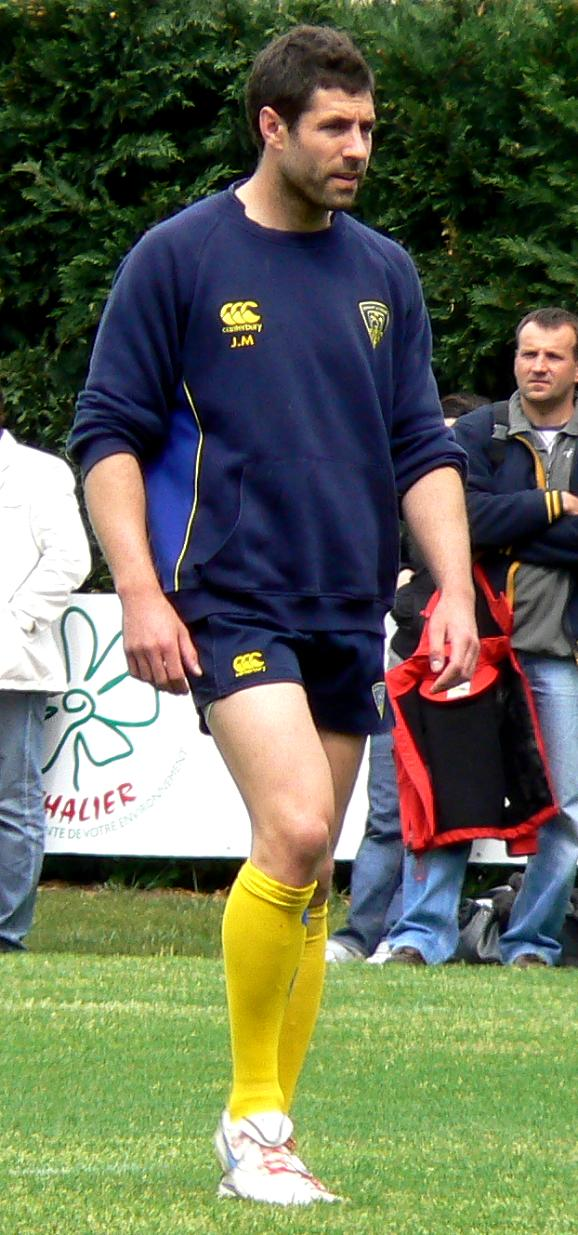
Julien Malzieu lors d'un entrainement avec l'ASM Clermont Auvergne en mai 2010.

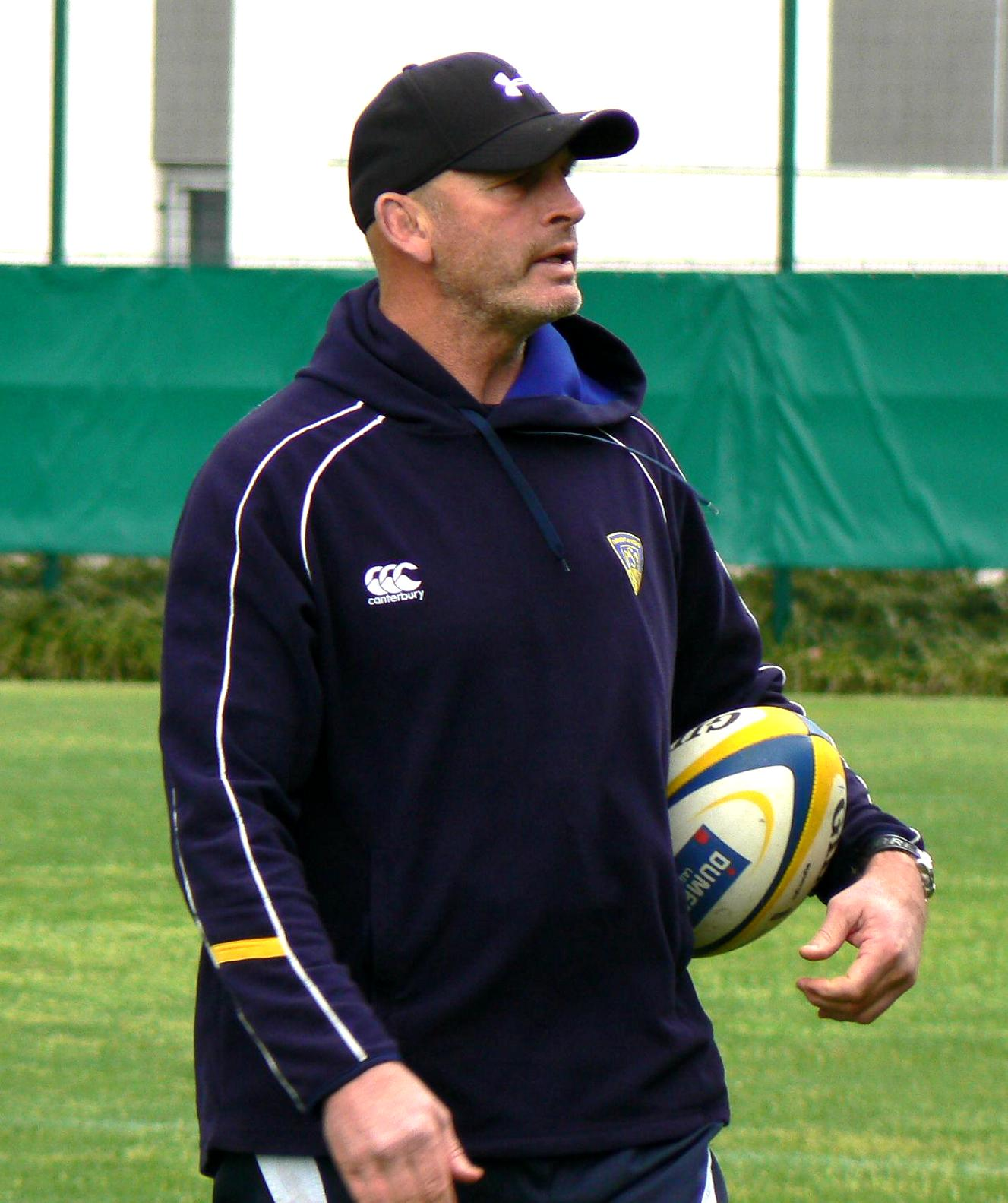
Vern Cotter est le manager de Julien Malzieu de 2006 à 2014.

Il fit ses débuts au CO Puy, club de la commune du Puy-en-Velay où il évolue pendant six saisons.
Il est international avec l'équipe de France à sept dès 2001, marquant 15 essais en 39 rencontres des IRB Sevens Series.
Après avoir intégré le centre de formation de l'AS Montferrand à l'âge de 18 ans, il devient professionnel dans le groupe de l'ASM en 2002.
Il a honoré sa première cape internationale à XV en équipe de France le 3 février 2008 contre l'équipe d'Écosse, à la suite de la prise de fonction du trio d'entraîneurs Lièvremont-Ntamack-Retière. Il inscrit un essai au cours de cette première sortie sur le terrain de Murrayfield.
Régulièrement appelé jusqu'alors, il participe et remporte le grand chelem dans le Tournoi des Six Nations 2010. En club, il est sacré champion de France à la fin de cette saison 2009-2010 sous le maillot clermontois. Pourtant, après la correction subie par l'équipe de France en Argentine, le 26 juin 2010 (défaite 41-13), Marc Lièvremont décide de se passer de ses services. Il rate ainsi la Coupe du monde 2011.
Après des blessures à répétition et une saison 2012-2013 en demi-teinte, Julien Malzieu entame un début de saison 2013-2014 similaire. Cependant, à force d'efforts et de soins, il revient en forme à la mi-saison et signe un nouveau contrat le liant à l'ASM jusqu'en 2016. Il signe toutefois pour le Montpellier Hérault rugby pour 2 ans à compter de la saison 2015-2016.
Il prend sa retraite en 2017.

## Palmarès

### En club
Avec l'ASM Clermont
- Championnat de France :
  - Champion (1) : 2010.
  - Finaliste (3) : 2007, 2008 et 2009.
- Challenge Européen :
  - Vainqueur (1) : 2007 contre Bath (22-16).
- Coupe Frantz Reichel : 
  - Vainqueur (1) : 2004 contre le Montpellier Hérault rugby (25-10).

### En équipe nationale
- Grand Chelem en 2010 avec l'équipe de France à XV
- Vainqueur du tournoi de Paris 2005 avec l'équipe de France à sept
- Élu meilleur joueur du tournoi de Paris 2005

## Statistiques en équipe nationale
Dans les trophées opposant deux sélections nationales, il remporte à une reprise, en 2009, le Trophée Dave Gallaher qui récompense le vainqueur de l’opposition entre la France et la Nouvelle-Zélande, une reprise le Trophée Eurostar en 2010 pour l'opposition face aux Anglais, et à cinq reprises le  Trophée Giuseppe Garibaldi en 2008, 2009, 2010, 2012 et 2015 pour les matchs face aux Italiens.
- 20 sélections en équipe de France depuis 2008
- 5 essais (25 points)
- Sélections par année : 6 en 2008, 5 en 2009, 5 en 2010, 4 en 2012
- Tournois des Six Nations disputés : 2008, 2009, 2010, 2012
- Équipe de France -19 ans[réf. nécessaire]
- Équipe de France de rugby à sept : participation à la coupe du monde 2005 à Hong-Kong, au tournoi de Paris 2005 et à la coupe du monde 2009.

### Tournoi des Six Nations
| Édition          | Rang | Résultats France | Résultats Malzieu | Matchs Malzieu |
| ---------------- | ---- | ---------------- | ----------------- | -------------- |
| Six Nations 2008 | 3    | 3 v, 0 n, 2 d    | 2 v, 0 n, 1 d     | 3/5            |
| Six Nations 2009 | 3    | 3 v, 0 n, 2 d    | 2 v, 0 n, 1 d     | 5/5            |
| Six Nations 2010 | 1    | 5 v, 0 n, 0 d    | 4 v, 0 n, 0 d     | 4/5            |
| Six Nations 2012 | 4    | 2 v, 1 n, 2 d    | 2 v, 1 n, 1 d     | 4/5            |

Légende : v = victoire ; n = match nul ; d = défaite ; la ligne est en gras quand il y a Grand Chelem.

### Liste des essais
| Essai | Adversaire | Lieu                    | Stade                   | Compétition             | Date           | Résultat |
| ----- | ---------- | ----------------------- | ----------------------- | ----------------------- | -------------- | -------- |
| 1     | Écosse     | Édimbourg, Écosse       | Murrayfield Stadium     | Tournoi des six nations | 3 février 2008 | Victoire |
| 2     | Angleterre | Londres, Angleterre     | Twickenham              | Tournoi des six nations | 15 mars 2009   | Défaite  |
| 3     | Italie     | Rome, Italie            | Stade Flaminio          | Tournoi des six nations | 21 mars 2009   | Victoire |
| 4     | Argentine  | Buenos Aires, Argentine | Estadio José Amalfitani | Test match              | 26 juin 2010   | Défaite  |
| 5     | Italie     | Paris, France           | Stade de France         | Tournoi des six nations | 4 février 2012 | Victoire |